# Antegibbaeum fissoides
Antegibbaeum fissoides là một loài thực vật có hoa trong họ Phiên hạnh. Loài này được (Haw.) C.Weber mô tả khoa học đầu tiên năm 1968.